# Lactitol
Le lactitol est un polyol très peu fréquemment utilisé comme édulcorant artificiel (E966) et comme laxatif. 

## Propriété
Son pouvoir sucrant est 0,3-0,4 fois celui du sucre à poids égal. N'existant pas à l'état naturel, il ne peut être obtenu qu'à partir du lactose ("sucre de lait"). Il possède une saveur douce sans arrière-goût et s'utilise dans diverses matières alimentaires telles que les chewing-gums.

## Métabolisme
En cas de consommation quotidienne dépassant environ 15 à 20 grammes, le lactitol a un effet laxatif. Il s'agit d'un laxatif osmotique : il retient l'eau dans l'intestin, ce qui entraîne un amolissement progressif et une augmentation du volume du contenu intestinal. De plus, il stimule le péristaltisme. 
Le lactitol n'a pas une dose journalière admissible (DJA) chiffrée ("non spécifiée") depuis 1983, car le JECFA a jugé que ce polyol ne présente pas de danger pour la santé dans un aliment dans les proportions requises.

## Utilisations

### Alimentaire
Le lactitol est autorisé dans l'alimentation humaine comme édulcorant dans une large gamme de produits : desserts et produits similaires, confiseries, sauces, moutarde, produits de la boulangerie et compléments alimentaires. La dose maximale d'emploi n'est pas fixée (quantum satis).

### Spécialités
Le lactitol est disponible sous diverses dénominations commerciales, mais cependant, un médecin comme un pharmacien quel que soit leur pays ainsi que la langue qu'ils parlent, reconnaîtront parfaitement cette substance sous sa dénomination commune internationale, à savoir le lactitol.